# Sedeinga

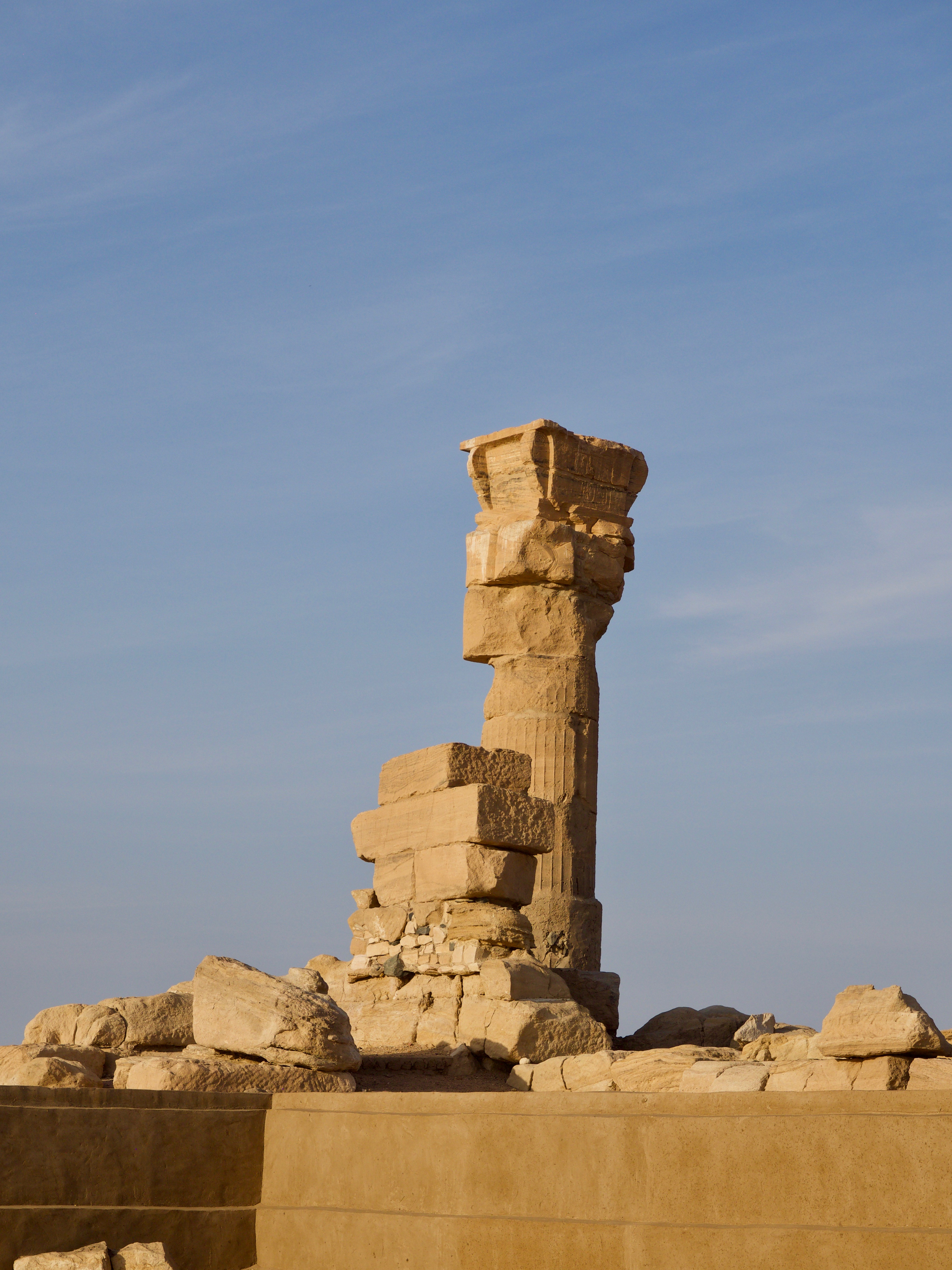
Ruine du temple de la reine Tiyi à Sedeinga

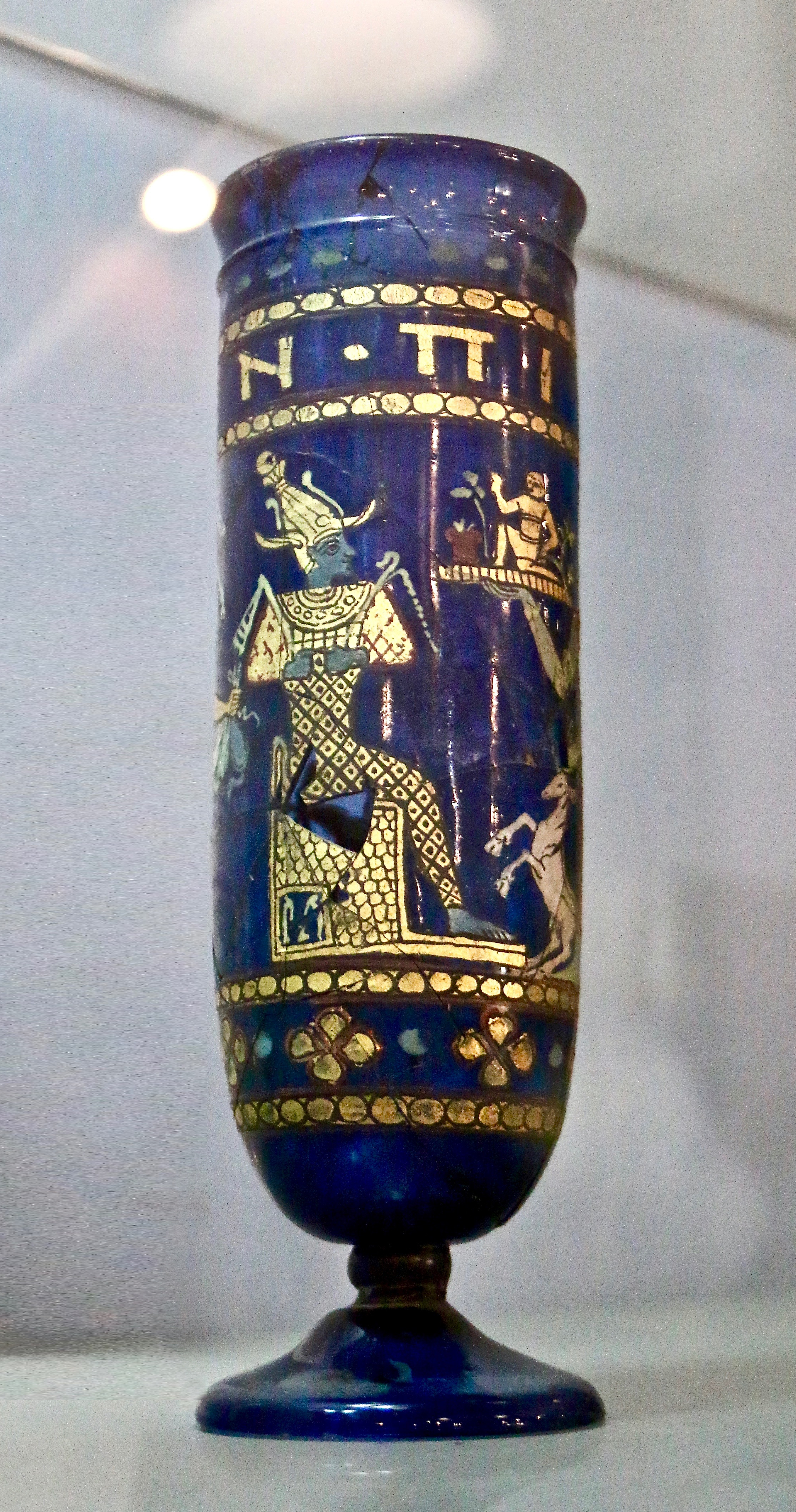
Calice de Sedeinga, Musée national du Soudan, Khartoum, Soudan

Sedeinga est un site archéologique situé au Soudan. Il est principalement connu pour ses pyramides. Elles ont été découverts entre 2009 et 2012  et datent de l'époque méroïtique du royaume de Koush. Leur taille varie d'environ 6,7 mètres à 7,5 mètres de large. Le site comprend également un temple égyptien, dédié à la reine Tiyi, épouse du pharaon Amenhotep III. 

## Emplacement
Le site de Sedeinga est situé au nord du Soudan sur la rive ouest du Nil, à environ quinze kilomètres du site de Soleb. Il se trouve à environ cent kilomètres au nord de la troisième cataracte du Nil, et 720 km au nord-ouest de Méroé, la capitale de la période méroïtique du royaume de Koush, où des pyramides similaires ont été découvertes.
Sedeinga se trouve au débouché des pistes du désert Libyque et près d'une ramification d'une ancienne route commerciale, la « piste des Quarante Jours » (Darb_El_Arba'īn (en)). Cette situation permettait à la fois de surveiller la frontière et de réceptionner des produits circulant entre l'Égypte et le reste de l'Afrique. Elle pourrait expliquer l'origine de la richesse dans les pyramides funéraires.

## Archéologie
Le temple de la reine Tiyi est décrit par des voyageurs au XIXe siècle. Dans les années 1960, une équipe franco-italienne qui effectuait des fouilles à Soleb prospecte Sedeinga sous la direction de Michela Schiff Giorgini. Les fouilles sont ensuite dirigées par Jean Leclant, Catherine Berger-El Naggar, puis Claude Rilly et Vincent Francigny, et un projet de restauration du temple est mené dans les années 2010. 

## Nécropole
Les tombes les plus anciennes découvertes à Sedeinga datent de l'époque néolithique et ont été découvertes sous une pyramide plus récente. Le site est occupé de manière sporadique jusqu'à la XVIIIe dynastie.   
La nécropole principale est utilisée durant plusieurs siècles et recouvre une surface d'environ vingt-cinq hectares. Elle comprend de nombreuses tombes d'époque napatéenne, et plusieurs dizaines de pyramides d'époque méroïtique. Certaines de ces pyramides réutilisent des tombes plus anciennes.  
Certaines des pyramides ont été construites sur une structure en maçonnerie arrondie, évoquant une forme de coupole cachée dans la pyramide, qui rappelle la tradition koushite plus ancienne des tumulus en terre. Elles représentent donc un mélange entre influence égyptienne et tradition koushite. Elles cohabitent avec des tombes plus modestes consistant en des fosses couvertes d'un tumulus.
Contrairement aux pyramides de Méroé, la capitale de Koush, qui étaient réservées aux souverains et à leur famille, les pyramides de Sedeinga ont été construites principalement pour les citoyens aisés. L'une des particularités du cimetière est la présence de très nombreuses tombes féminines. 
Les pyramides de Sedeinga ont également montré une plus grande influence égyptienne que leurs homologues de Méroé, caractérisée par des pierres angulaires représentant des oiseaux ou des lotus émergeant de disques solaires. Bien que l'excavation du site des pyramides de Sedeinga ne soit pas terminée, il y a des indications qu'il pourrait contenir plus de pyramides que n'importe quel site koushite découvert à ce jour.
Il est possible qu'un membre de la famille royale koushite ait choisi de se faire enterrer à Sedeinga. Le site a en effet livré en 2012, à l'ouest du temple, une tombe de très grandes dimensions, comparable à celle du roi Taneyidamani, et datée au carbone 14 du IIe siècle av. J.-C..

## Habitations
L'une des particularités du site de Sedeinga est que, malgré la présence d'une nécropole très étendue, les vestiges de la cité qui l'accompagnait probablement n'ont jamais été localisés. Des campagnes de prospection magnétique ont été menées en 2018-2019 autour du temple sur vingt hectares, sans permettre de les trouver. Il est possible qu'un bras du Nil l'ait engloutie, ou bien qu'elle ait été située plus loin, sur l'autre rive du fleuve. 

## Temple
Lors de l'an 5 du règne du pharaon Amenhotep III, ce dernier mène une expédition contre les Koushites et s'avance sur leur territoire jusque vers Dangeil. C'est vers cette époque qu'est mis en place à Soleb un siège de l'administration égyptienne. Le roi fait construire un temple à sa propre divinité à Soleb, et un temple dédié à son épouse la reine Tiyi à Sedeinga. 
Le temple est dédié à la reine sous les traits de la déesse Hathor, représentée sur les chapiteaux de colonnes. Il était principalement constitué d'une salle hypostyle rectangulaire et on y a trouvé des fragments d'une statue monumentale de la reine et des inscriptions à son nom et à celui d'Amenhotep III. Ces inscriptions ont été martelées sous le règne d'Akhenaton pour effacer « Amon » dans le nom du roi, et restaurées sous le règne de Toutânkhamon.  
Le temple semble toujours utilisé à l'époque napatéenne, car le roi Taharqa y fait ajouter une colonnade inscrite à son nom. Le temple s'effondre peu après, probablement en raison de tremblements de terre, mais le culte persiste sur les lieux, car la reine Tiyi semble avoir été identifiée à Isis avec le temps. 

## Artefacts
En avril 2018, des archéologues ont annoncé la découverte d'un grand nombre d'inscriptions funéraires en pierre dans la nécropole de Sedeinga. Les inscriptions sur pierre constituent la plus grande collection de textes jamais découverts écrits en méroïtique, qui est l'un des plus anciens systèmes d'écriture connus d'Afrique,,,.
De nombreux artefacts mis au jour sur le site de Sedeinga sont en remarquablement bon état, certaines stèles ayant conservé leur pigment bleu.
Une découverte particulièrement remarquable était un linteau de chapelle avec une représentation de la déesse égyptienne Maât. Le linteau était remarquable pour être la première représentation connue de Maât avec des caractéristiques distinctives des types égyptiens traditionnels.
Le site a aussi livré un important linceul peint, surnommé le « Sarcophage de Sedeinga », qui a fait l'objet d'un projet de numérisation avant d'être déposé au musée national du Soudan. Sa riche décoration présente des motifs funéraires d'influence égyptienne comme Osiris et la pesée du cœur du défunt, avec une polychromie exceptionnellement préservée, tandis que sa nature même s'inspire d'une tradition gréco-romaine de toiles de sarcophage historiées.
De nombreux artefacts Sedeinga étaient dédiés aux femmes de haut rang, soulignant le fait que la Nubie était une société matrilinéaire.